# Чемпіонат України з футзалу серед жінок 2015—2016
Чемпіонат України з футзалу серед жінок 2015—2016 — 22-й чемпіонат України, в якому переможцем став київський «IMS-НУХТ» під керівництвом Т. О. Шпички.

## Учасники
Порівняно з попереднім чемпіонатом команд стало менше, а саме 6. Була представлена північна, центральна і східна Україна.
| - «Біличанка-НПУ» (смт. Коцюбинське, Київська область) - «Злагода» (Дніпропетровськ) - «IMS-НУХТ» (Київ) | - «Merry Land-КДЮСШ 8» (Харків) - «ПЗМС» (Полтава) - «СумДУ-УАБС» (Суми) |

## Регіональний розподіл
| Регіон                   | Кіл-ть команд | Команди            |
| ------------------------ | ------------- | ------------------ |
| Дніпропетровська область | 1             | Злагода            |
| Київ                     | 1             | IMS-НУХТ           |
| Київська область         | 1             | Біличанка-НПУ      |
| Полтавська область       | 1             | ПЗМС               |
| Сумська область          | 1             | СумДУ-УАБС         |
| Харківська область       | 1             | Merry Land-КДЮСШ 8 |

## Регулярний сезон

### Підсумкова таблиця
| М | Команда                     | І  | В | Н | П  | РМ    | О  |
| - | --------------------------- | -- | - | - | -- | ----- | -- |
|   | «IMS-НУХТ» Київ             | 10 | 9 | 1 | 0  | 78−18 | 28 |
|   | «Біличанка-НПУ» Ірпінь      | 10 | 6 | 1 | 3  | 54−24 | 19 |
|   | «ПЗМС» Полтава              | 10 | 6 | 0 | 4  | 45−22 | 18 |
| 4 | «Злагода» Дніпропетровськ   | 10 | 6 | 0 | 4  | 33−30 | 18 |
| 5 | «СумДУ-УАБС» Суми           | 10 | 2 | 0 | 8  | 18−66 | 6  |
| 6 | «Merry Land-КДЮСШ 8» Харків | 10 | 0 | 0 | 10 | 9−77  | 0  |

## Фінальний етап

### Підсумкова таблиця
| М | Команда                   | І  | В | Н | П | РМ    | О  |
| - | ------------------------- | -- | - | - | - | ----- | -- |
|   | «IMS-НУХТ» Київ           | 12 | 8 | 2 | 2 | 60−31 | 26 |
|   | «Біличанка-НПУ» Ірпінь    | 12 | 6 | 2 | 4 | 43−38 | 20 |
|   | «ПЗМС» Полтава            | 12 | 5 | 0 | 7 | 37−38 | 15 |
| 4 | «Злагода» Дніпропетровськ | 12 | 3 | 0 | 9 | 19−53 | 9  |